# 天主教伊夫卡拉教區
天主教伊夫卡拉教區 （拉丁語：Dioecesis Ifakarensis）是坦桑尼亞一個羅馬天主教教區，屬達累斯薩拉姆總教區。
教區成立於2012年1月14日，位於莫羅戈羅區中部。2012年有教友287,000人（佔轄區總人口88.9%）、十八個堂區、六十二名司鐸。現任教區主教為萨鲁达里斯·梅尔乔·里本纳。